# Tomorrow's Harvest
Albums de Boards of Canada
Trans Canada Highway
(2006)
Singles
1. Reach for the Dead
Sortie : 23 mai 2013

Tomorrow's Harvest est le quatrième album du duo écossais de musique électronique Boards of Canada. L'album est publié par le label Warp Records le 5 juin 2013 au Japon, le 10 juin 2013 en Europe et le 11 juin 2013 aux États-Unis.

## Jaquette
La jaquette de Tomorrow's Harvest met en scène une photographie floue du panorama urbain de San Francisco en Californie (États-Unis). On suppose qu'elle est prise depuis la base aéronavale désaffectée d'Alameda dans la baie de San Francisco.

## Historique

### Promotion
Tomorrow's Harvest est la première production de Boards of Canada depuis l'EP Trans Canada Highway en 2006. L'annonce du nouvel album est marquée par une campagne promotionnelle cryptique tenant du jeu de piste,,.
Le 20 avril 2013, eneffet, lors du Record Store Day, un disque vinyle de 12 secondes est mis en vente sans publicité dans quelques magasins de disques anglo-saxons. Sa jaquette est complètement blanche, à l'exception du nom du groupe, sans titre sinon avec 5 séries de 6 tirets (du 6) chacune, entrecoupée d'une série de 6 lettres X majuscules ou croix de saint André (en quatrième position).
Le disque ne contient qu'une piste de moins d'une vingtaine de secondes, où une voix égrène dans l'ordre qui suit les 6 chiffres 9, 3, 6, 5, 5 et 7, laissant penser qu'ils correspondent aux 6 croix à remplacer voire d'abord à 6 premiers tirets à compléter dans les 5 autres suites de la jaquette, ou encore à ces 6 suites elles-mêmes et que les 5 autres s(er)ont à dé(-)chiffrer à leurs tours,.
La chaîne YouTube de Hell Interface (autre pseudonyme de Boards of Canada) diffuse ensuite une courte « vidéo » où la voix énonce cette fois les 6 chiffres 7, 1, 7, 2, 2 et 8,. Le 23 avril 2013, la chaîne BBC Radio 1 énonce les 6 chiffres 5, 1, 9, 2, 2 et 5. Sur un « forum » non officiel de Boards of Canada, la bannière Twoism.org du forum est altérée, le fichier de l'image GIF pointe vers deux liens SoundCloud dont les pistes mises bout à bout conduisent au nombre à 6 chiffres 628315 s'il est lu dans un éditeur de texte ; le même fichier possède une autre image GIF cachée dans son code indiquant la position du nombre. La cinquième partie à 6 chiffres du code, 699742, est donnée dans une publicité sur le site Adult Swim,. Le site officiel du groupe redirige finalement vers un site privé nécessitant un mot de passe. Le code de la page donne le dernier indice à 6 chiffres « 813386 » et sa position.
En entrant les 6 codes à la suite, pour un total de 36 chiffres (« 699742628315717228936557813386519225 »), l'utilisateur est redirigé vers une vidéo de promotion de l'album.
La personne ayant acheté le disque vinyle à l'origine du jeu de piste le propose à la vente sur le site d'enchères eBay, il y est vendu pour 5 700 $,.
Le 23 mai 2013, Reach for the Dead est diffusé pour la première fois dans l'émission de Zane Lowe sur BBC Radio 1 et est sorti comme premier simple de l'album. Le 3 juin 2013, Boards of Canada diffuse l'album en direct sur son site Internet, ce qui provoque son crash à la suite d'un afflux massif de connexions. Tomorrow's Harvest est intégralement diffusé chez quatre disquaires indépendants d'Irlande le 7 juin 2013 et chez vingt-six d'entre eux au Royaume-Uni le 10 juin 2013.

### Réception critique
Lors de sa sortie Tomorrow's Harvest reçoit un fort succès critique. Sur Metacritic qui attribue une moyenne pondérée sur 100 à certaines critiques, l'album reçoit un score de 92 sur la base de 14 critiques, indiquant un « succès universel ». Toutefois certains considèrent l'album comme trop froid et moins travaillé que ses prédécesseurs.

### Réception commerciale
L'album atteint la 7e place de l'UK Albums Chart.

## Fiche technique

### Pistes
Toutes les pistes sont écrites et composées par Marcus Eoin et Mike Sandison (Boards of Canada).
| No  | Titre                 | Durée |
| --- | --------------------- | ----- |
| 1.  | Gemini                | 2:56  |
| 2.  | Reach for the Dead    | 4:47  |
| 3.  | White Cyclosa         | 3:13  |
| 4.  | Jacquard Causeway     | 6:35  |
| 5.  | Telepath              | 1:32  |
| 6.  | Cold Earth            | 3:42  |
| 7.  | Transmisiones Ferox   | 2:18  |
| 8.  | Sick Times            | 4:16  |
| 9.  | Collapse              | 2:49  |
| 10. | Palace Posy           | 4:05  |
| 11. | Split Your Infinities | 4:28  |
| 12. | Uritual               | 1:59  |
| 13. | Nothing Is Real       | 3:52  |
| 14. | Sundown               | 2:16  |
| 15. | New Seeds             | 5:39  |
| 16. | Come to Dust          | 4:07  |
| 17. | Semena Mertvykh       | 3:30  |

### Production
- Marcus Eoin : production, enregistrement, design, art.
- Mike Sandison : production, enregistrement, design, art.

### Publication
| Région           | Date         | Format       | Label        | Catalogue |
| ---------------- | ------------ | ------------ | ------------ | --------- |
| Japon            | 5 juin 2013  | 2×LP, CD, DD | Beat Records | BRC-382   |
| Australie        | 7 juin 2013  | 2×LP, CD, DD | Inertia      |           |
| Europe           | 10 juin 2013 | 2×LP, CD, DD | Warp Records | WARP257   |
| Amérique du Nord | 11 juin 2013 | 2×LP, CD, DD | Warp Records | WARP257   |